# مامبسيس
مامبسيس هي مدينة مامبسيس أو ممفيس (اليونانية القديمة: Μέμφις)، هي مدينة نبطية أثرية كانت في القرن الأول قبل الميلاد محطة مهمة في منطقة النقب في جنوب فلسطين، على الطريق التجاري بين البتراء وغزة، تقع على مسافة 40 كيلومترا من مدينة بئر السبع، وقد كانت في موقعها قرية كرنب الفلسطينية التي دمرت وهجّر أهلها في حرب عام 1948.
المدينة التي أعيد بناؤها وتم ترميمها، تعطي الزائر فكرة عن كيف كان شكل مدينة مامبسيس في ماضيها. بقيت الشوارع في هذه المدينة بأكملها على حالها وسليمة، وهناك أيضًا مجموعات كبيرة من المباني النبطية مع غرف مفتوحة وساحات فناء وشرفات. الحجارة محفورة ومنحوتة بعناية والأقواس التي تدعم السقف مبنية بشكل جيد الذي يثير الإنطباع.

## التاريخ
تأسست مدينة مامبسيس (بالإنجليزية: Mampsis) (بالعبرية: ממשית‏) - تلفظ بالعبرية: ممشيت. في القرن الأول قبل الميلاد كمركز تجاري بين البتراء وغزة على طريق البخور التي إمتدت من الجبال الإيدومية، عبر وادي عربه وتل العقارب إلى بئر السبع أو إلى الخليل والقدس. تغطي المدينة مساحة تقدر بحوالي أربعين دونما، وهي المدينة الأثرية الأصغر، ولكنها الأفضل من حيث الترميم والحفاظ عليها، في صحراء النقب. المنازل الموجودة في هذه المدينة، والتي كانت تعتبر منازل فاخرة في وقتها، تتميز بفن معماري غير إعتيادي لا يتواجد في أي مدينة نبطية أخرى.. واستنادا أيضًا على مجال الزراعة، استمرت في التطور مع مرور الوقت. عندما تضاءلت تجارتها مع وقوع والاحتلال الروماني، طورت المدينة تجارة مربحة تتمثل بتربية الخيول الأصيلة. خلال الفترة البيزنطية تلقت مدينة مامبسيس الدعم من السلطات بوصفها مدينة حدودية حتى وقت جستنيان، عندما توقف هذا التمويل وتراجع مكانة المدينة.

## الموقع الأثري اليوم
اكتشفت في أنقاض المدينة كنيستان: الكنيسة الغربيّة، وهي كنيسة نيلوس المُقدّس، وكان لها مدخل من سّاحة محاطة بأعمدة (أتريوم) وفي وسطها بئر ماء، وقد شيّدت بصفة بازيليكا، بقاعة مركزيّة وقبب نصف دائرية على جانبها، مع ثلاثة مداخل مطلة على الساحة. القاعة المركزيّة مرصوفة بالفسيفساء ومرصّعة بالنّقوس الهندسيّة وشخصيات الطيور.  كتابة واحدة وهي نقش تكريمي باللغة اليونانيو وترجمته:” أنقذ يا رب عبدك نيلوس، المحب ليسوع، الذي أسّس هذا المبنى واحفظ أهل بيته”. هذه الكتابة منحت المبنى اسمه.
أما الكنيسة الشرقيّة، فقد بيت أيضا بصفة بازيليكا وكانت جزءا من الدّير، ولها درج يوصل الزائرين إلى الأتريوم، في وسطه هناك بئر ماء كبير وثلاث مداخل للكنيسة. تزين أرضية قاعتها المركزيّة الفسيفساء وفيها صليبان، وقد عثر في الكنيسة على مغطس معموديّة كبير على شكل صليب، وبجانبه مغطس صغير للأطفال، وفيها منبر الذي يقف على أعمدة رخامية صغيرة. في الجزء الشرقي للكنيسة عرضت بقايا توابيت كانت تخفظ فيها رفات لقديسين، وقد عثر في المكان على هيكل عظمي يعتقد أنه كان لقدّيس.
كما يوجد في المكان منازل فاخرة تعد نماذج فريدة للعمارة النبطية، أكبرها ما يسمى بـ ” بيت نبطو” الذي يمتد على مساحة 2,000 متر مربّع، وفيه ساخات داخليّة ودرج، وقد عثر في إحدى غرفه على بقايا لوجات جداريّة تصف “آروس وبسيخاه”، وهي شخصيات من الميثولوجيا اليونانيّة، وفي إحدى غرف البيت اكتشف كنز من 10,800  عملة فضّيّة من القرون 1-3 ميلادي.
في المكان خزان مياه كبير وقنوات وبيت للاستحمام، وفي أعلى نقطة فيه توجد قلعة قديمة شيدت سلطات الانتداب البريطاني على أساسها مركزا للشرطة.
أعلن عن موقع مدينة مامبسيس كموقع تراثي عالمي من قبل اليونسكو في تاريخ يونيو 2005.

## في الأدبيات الصهيونية
قبل تأسيس دولة إسرائيل، رأى رئيس الوزراء المستقبلي دافيد بن غوريون أن مامبسيس من الممكن أن تكون عاصمة الدولة المستقبلية، بتوافق مع حلمه بتوطين وتأهيل صحراء النقب بالسكان والإستقرار بها.[بحاجة لمصدر]

## روابط خارجية
- حديقة ممشيت الوطنية - الموقع الرسمي
- طريق البخور - المدن الصحراوية في النقب ، اليونسكو
- صور اكتشافات ممشيت الأثرية
- Mamshit معلومات مفصلة عن المسار والمشي لمسافات طويلة من دليل السياحة والرحلة والسفر الإسرائيلي